# 哈达汉市镇
哈达汉市镇（俄语：Муниципальное образование «Хадахан»）是俄罗斯联邦伊尔库茨克州努库茨基区所属的一个市镇。其下辖有个居民点，行政中心为哈达汉。据2016年统计，该市镇的人口为1351人。